# Biografielijst Tx

## Txi
- Txillardegi pseudoniem van José Luis Álvarez Enparantza, (1929-2012), Baskisch politicus, linguïst en schrijver

## Txu
- Amets Txurruka (1982), Spaans wielrenner